# 奴尔伯克
奴尔伯克（？—1951年）汉名郝登榜，维吾尔族，籍贯不详，中华民国政治人物。

## 生平
曾遭到新疆统治者盛世才羁押7年，出狱后担任新疆省政府社会处副处长。民国三十五年（1946年）春，出任和田专员。同年11月，和田区开始依照《十一项和平条款》开展民主选举，发生枪击选民的流血事件。在民众抗议及三区代表的坚持下，新疆省政府于民国三十六年（1947年）2月，将他予以免职。中华人民共和国成立后，1951年被公审处决。